# Imam Xamil
L'imam Xamil (àvar: Шейх Шамил, Xeic Xamil; turc: Şeyh Şamil; rus: Имам Шамиль; àrab الشيخ شامل, ax-xayẖ Xāmil) fou un destacat líder polític i religiós dels pobles musulmans del nord del Caucas, als quals comandà contra els russos en la Guerra del Caucas. Membre de la nació àvar, fou el tercer imam del Daguestan i Txetxènia (1834-1859). El seu nom de naixement fou Alí i fou un infant malaltís que va canviar el nom a Xamuil (Samuel) a causa d'una malaltia i una creença local que advocar aquest nom curava; a l'adolescència va esdevenir fort i sempre es va fer dir Xamuil (Xamil pels russos). Mesurava 1,80 d'altura i destacava a la lluita, l'esgrima i la cavalleria.
La posició del seu pare, un propietari agrícola, li va permetre formar-se i estudiar matèries com interpretació de l'alcorà, l'àrab o lògica amb el seu parent llunyà Ghazi Muhammad, un dels mestres de la tariqa naqxbandiyya-khalidiyya. Es va unir a la tariqa (orde) sufí dels Naqshbandi Mujaddidy Khalidiya, estesa pel Daguestan i dirigida per Jalal al-Din, fet que va determinar el seu pensament i el va convertir en una personalitat respectada entre els musulmans del nord del Caucas. Xamil va néixer en un temps en què l'Imperi rus s'estava expandint en els territoris de l'Imperi Otomà i Pèrsia. Amb el suport del xa de Pèrsia, diversos pobles caucàsics es rebel·laren contra els russos en el que es va conèixer com la Guerra del Caucas.
Vers 1828 Ghazi Mullah (Kazi Mollah), contra les ordes de Jalal al-Din, va fer una crida al jihad contra els russos i el 1829 fou proclamat «imam» de Daguestan per les comunitats àvars, agafant a Xamuil (al que els russos van anomenar Xamil) com el seu lloctinent (eren amics d'infantesa). Quan el 1832 Ghazi i els seus més fidels seguidors, els muridun (muridites), foren assetjats i massacrats a Gimrah o Gimri, Xamil va poder escapar. Fou proclamat imam Ghamza Beg (Hamza Bek) i llavors Xamil va encapçalar la lluita contra la noblesa local aliada dels russos. Ghamza fou assassinat el 1834 per notables àvars partidaris de Xamil que fou reconegut imam a l'assemblea dels ulemes i dignataris del Daguestan celebrada a Aixilta. Així esdevingué cap militar i religiós de la resistència al Caucas tenint la capacitat d'unir tribus i pobles caucàsics, sovint enfrontats, i aplicar amb gran eficàcia la tàctica de guerrilles enfront dels regulars russos.
En dos anys va poder establir un control quasi absolut del Daguestan. Els txetxens es van aliar amb Xamil el 1836 i el van reconèixer com imam, cosa que va provocar un atac rus al quarter general de Xamil a Ahulgoh (1839). Assetjat a la fortalesa va aconseguir fer una fugida increïble a través dels penya-segats de la muntanya. Mercès a l'ajut dels txetxens Xamil va recuperar en pocs mesos la major part dels seus dominis, derrotant repetidament als russos i estenent encara més la seva influència. El 1840-1842 va derrotar severament les forces russes a Txetxènia i Avaristan. El tsar va ordenar una campanya general el 1844 dirigida pel príncep Vorontsov. Deu mil soldats russos van atacar la fortalesa de Dhargiya però van patir una derrota humiliant. En endavant Xamil va estendre la seva influència i poder a Kabàrdia (Ghabarta o Kabarda) i va començar la unificació dels pobles muntanyesos del Caucas oposats als russos. Però la poca combativitat dels Kabardins, l'estratègia del general rus Freytag, i els erros de Nur Ali, lloctinent de Xamil, van debilitar a l'imam. Els russos van construir entre 1846 i 1849 una sèrie de fortificacions per aïllar a Xamil de Txetxènia, el seu principal suport i d'on sortien els seus subministraments en homes i material.
El 1849 les poblacions txetxenes de la plana van quedar sotmeses i les de les muntanyes no tenien prou recursos. Un atac rus al Daguestan central va acabar amb fortes pèrdues pels dos costats, però els russos es van haver de retirar i llavors Xamil va reconstruir les fortaleses de la zona i va avançar cap al Daguestan meridional, on les poblacions li havien demanat ajut contra els russos. Xamil va atacar els fortins russos i va estar a punt de conquerir-los tots, però la resistència dels defensors d'Akhti els va permetre reagrupar-se i rebutjar l'atac. Llavors Xamil va utilitzar les seves forces d'infanteria regular a Txetxènia, però fou derrotat l'11 de març de 1851 pel coronel Aleksandr Baryatinsky. Xamil va passar llavors a la guerra de guerrilles i va enviar un delegat a Kaytak i Tabarsaran, controlades pels russos, de nom Hajji Murat, que va intentar en debades una revolta general. Xamil, que en desconfiava, el va fer condemnar a mort i Murat es va passar als russos però va morir en l'intent de fugida per les muntanyes el 1852. El 1852 i 1853 els combats es van centrar a Txetxènia, però no foren afortunats per a Xamil. La imminent guerra dels russos contra els otomans va permetre a Xamil recuperar-se des de 1853, instal·lant el seu quarter general a Vedeno (Vedan).
Xamil va oferir la seva col·laboració al sultà otomà que el va considerar el seu vassall i encara que Xamil no va acceptar mai formalment aquest vassallatge, tampoc estava en condicions de trencar l'aliança. El 1854 Ghazi Muhammad, fill de Xamil, va aconseguir importants èxits a Alazan i Tsinandali, capturant dues netes del darrer rei de Kartli i Kakhètia Giorgi XII, anomenades Txatxvadze i Orbeliani, les quals va bescanviar pel seu fill gran Jalal al-Din que havia estat capturat a Akhulgoh el 1839 i estava retingut com a ostatge. Però aquest acte, considerat un segrest, va provocar la desautorització del govern otomà i les crítiques de tot Europa. El 1857 els russos van enviar altre cop les seves forces al Caucas sota comandament del virrei príncep Bariatinski, i van iniciar la conquesta sistemàtica de les fortaleses de Txetxènia el que va deixar molt reduïda la base de poder de l'imam i per manca de suport va haver d'abandonar les seves darrers fortaleses de Darghiyya i Vedeno i fugir a les muntanyes.
A la muntanya Ghunib (o Gunib, al Daguestan), assetjat pels russos el 25 d'agost de 1859, es va rendir el 6 de setembre de 1859 i fou tractat generosament. Després d'estar empresonat, fou traslladat a la cort del Tsar Alexandre, i fascinat pels avanços europeus, va escriure als seus partidaris per demanar el cessament de tota resistència i va fer submissió al tsar. Finalment fou exiliat a la ciutat de Kaluga, prop de Moscou. El 1869 va obtenir permís per anar a la Meca a fer el pelegrinatge. Va morir mentre tornava, quan era a Medina, el març de 1871. Allí fou enterrat, al cementiri de Jannat al-Baqi, destí de nombroses personalitats de la història de l'islam.
La figura de Xamil va tenir un moment d'auge quan entre 1920 i 1930 fou presentat per la historiografia soviètica com un líder anticolonial i antiimperialista, però el 1950 se'l va considerar un nacionalista petitburgès i cap d'un moviment reaccionari i separatista al servei de l'imperialisme britànic i del sultà de Turquia. El 1957 se'l va considerar oficialment reaccionari i fanàtic religiós. Un moviment daguestànic per la seva rehabilitació va tenir èxit el 1989 i des de llavors se'l considera heroi nacional a Txetxènia i Daguestan. Els símbols de Xamil i els eslògans associats a la seva resistència van ressorgir a la guerra russo-txetxena del 1994-1995, controlats i redefinits pel president Djokhar Dudàiev i els seus partidaris. La seva figura manté avui una vigència llegendària entre els pobles musulmans del Caucas.